# Убийство при задержании

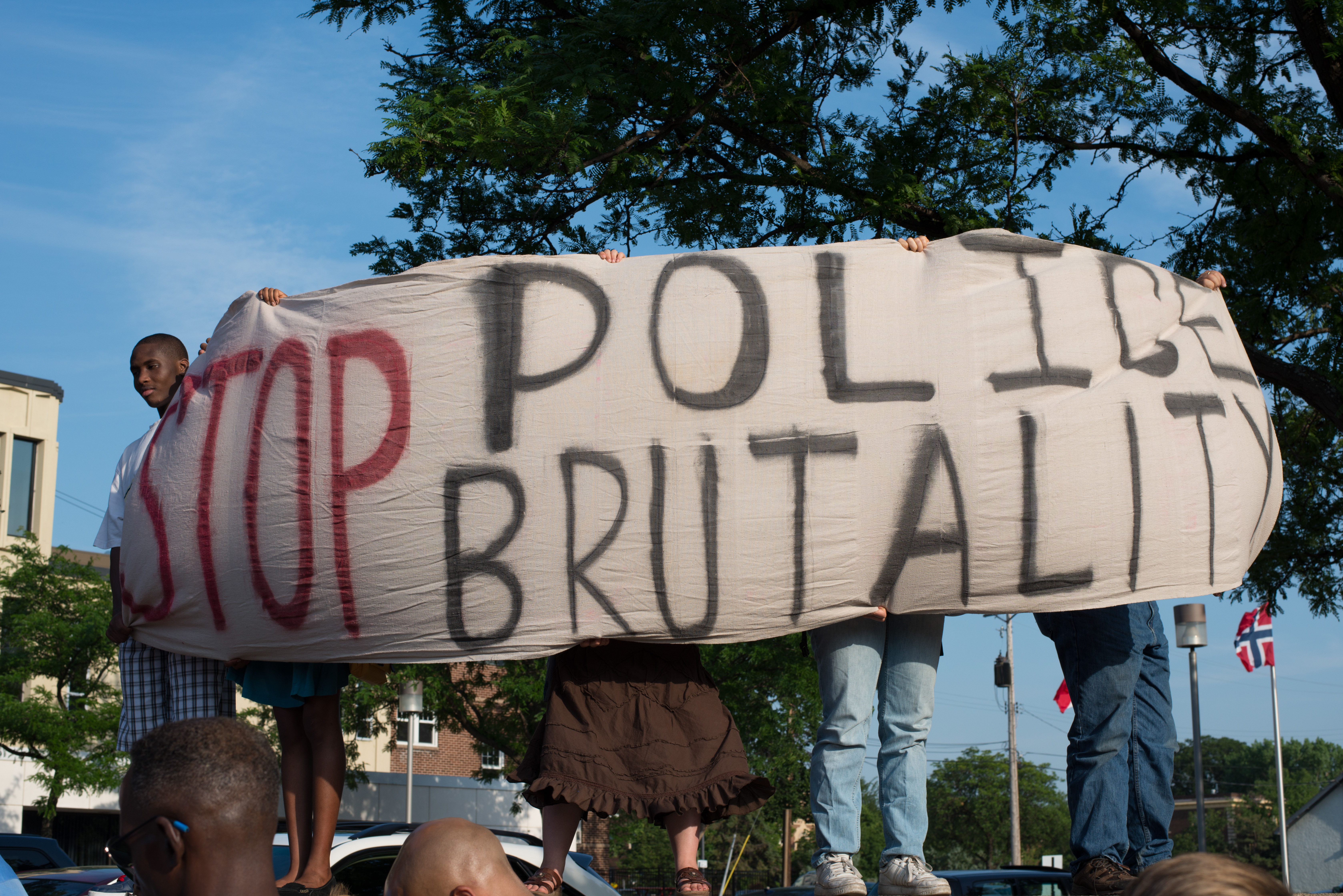
Протестная акция против произвола полицейских в Миннеаполисе, 2013 год

«Ликвидация при задержании» (англ. Encounter killing) — термин, который обозначает убийства предполагаемых преступников представителями полиции, которые в последующем заявлялись как необходимые в целях обороны. Данное явление распространено преимущественно в Индии и Пакистане с конца XX века. В 1990-х и середине 2000-х годов полиция Мумбаи прибегала к убийствам при задержании, чтобы остановить организованную преступность Индии. Многие «ликвидации» были подвергнуты критике, некоторые полицейские подозревались в убийствах безоружных подозреваемых.
Подобные случаи происходят и в других странах мира. Наибольшее, в сравнении с другими странами, число смертей от рук полицейских происходит в США. Вопрос неправомерных действий полиции во время задержания стоит в ряде других стран.

## В Индии
Убийства при задержании имеют место в работе полиции любой страны мира. Когда предполагаемые преступники оказывают вооружённое сопротивление стражам закона при аресте, их приходится убивать (либо тяжело ранить, чтобы обезвредить). Однако в Индии существует тенденция, когда полицейские убивают предполагаемых преступников, не оказывающих сопротивления. Данная практика получила широкое распространение в Индии с конца XX века. Убийства при задержании регулярно происходили в городах Мумбаи, Ченнаи и Калькутта. Целесообразность некоторых ликвидаций вызвала сомнения, а критики упрекали полицейских в том, что они злоупотребляли своими полномочиями с целью устранения подозреваемых.
По данным Национальной комиссии по правам человека (NHRC), в Индии только с 2002 по 2010 год имело место более 1000 убийств при задержании.

### Практика
11 января 1982 года в области Вадала сотрудники полиции застрелили гангстера Manya Surve. Этот случай считается первой ликвидацией при задержании в Индии. С того времени до начала 2003 года индийская полиция подобным образом убила 1200 предполагаемых преступников.
Практика подобных убийств была очень распространена в Пенджабе, в 1984—1995 годах. Жертвой обычно становился человек, подозреваемый полицией в причастности к боевикам или сепаратистскому движению, когда доказательств этому мало. В итоге такая практика стала настолько распространённой, что слово «столкновение с полицией» стало синонимом внесудебной казни. Полиция, как правило, заключала подозреваемых под стражу без оформления протокола задержания. Если подозреваемый умирал во время допроса, силовики размещали оружие рядом с телом и утверждали, что погибший оказывал сопротивление и был ликвидирован при задержании.
В 2002—2006 годах 22 полицейских совершили убийства при задержании в штате Гуджарат. По данным NHRC, в 2002—2007 годах произошло 4 убийства при задержании в Гуджарате. Эти события стали резонансными и привлекли к себе внимание средств массовой информации.

### Последствия
Сотрудники полиции Мумбаи участвовали в этих убийствах, а некоторые стали известны общественности в Индии, включая:
| Имя             | Должность           | Убийств при задержании | Примечание |
| --------------- | ------------------- | ---------------------- | --- |
| Прадип Шарма    | инспектор           | от 104 до 312          | Однажды он сказал, что «преступники — мрази, а я их зачищаю». В 2008 году уволен из полиции по подозрению в коррупции и многочисленных связях с преступным миром города, но в 2009-м был оправдан и возвращён на службу в полицию. Позже его обвинили в намеренном совершении убийств при задержании, однако Шарма был оправдан судом в 2013 году |
| Сачин Вазе      | помощник инспектора | 63                     | Подал в отставку в 2007 году, позже присоединился к «Шив сену» |
| Виджай Саласкар | инспектор           | 61                     | Убит 26 ноября 2008 года во время терактов в Мумбаи |

19 сентября 2008 года инспектор полиции Мохан Чанд Шарма из Дели убил двоих подозреваемых при столкновении в Нью-Дели. В ходе операции были арестованы два террориста — индийских моджахеда, третьему удалось скрыться. Имам Шахи из мечети Джама Масджид назвал убийство необоснованным и обвинил власти в преследовании мусульман. Несколько политических партий и активисты потребовали организации расследования по вопросу правомерности действий полиции. Расследование не нашло нарушений прав человека полицией Дели.
В 2016 году 47 полицейских были приговорены к пожизненному заключению за совершённое в 1991 году убийство 11 паломников-сикхов в Пилибхит в районе Уттар-Прадеш.

## В США

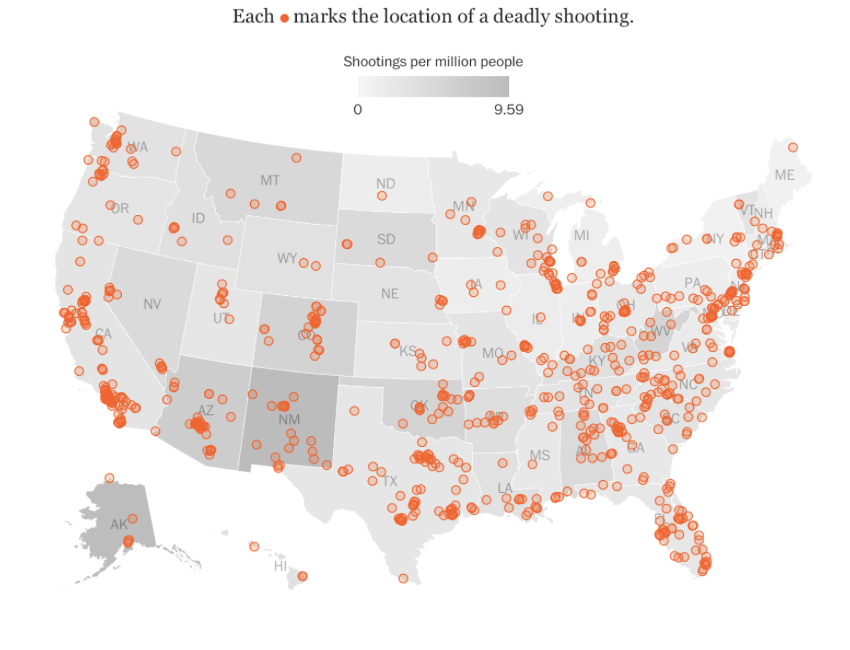
Зафиксированные убийства мирных жителей полицейскими в США в 2015 году

Наибольшее в сравнении с другими странами число смертей от рук полицейских происходит в США. Здесь полицейские убивают в среднем 2,8 человека в день и ответственны за 8 % убийств взрослых мужчин между 2012 и 2018 годами. На каждого 12 убитых приходится 1 убийство при задержании в городе и 1 убийство при задержании на 10 убитых в сельской местности. По выражению American Journal of Public Health, «контакт мирных жителей с правоохранительными органами подвергает лица нетривиальному риску преждевременной смерти». При этом, афро- и латиноамериканцы подвержены большему риску: на 100 тысяч задержанных в год приходится 1,9-2,4 погибших афроамериканцев, 0,8-1,2 латиноамериканцев и 0,6-0,7 белокожих (данные разнятся в зависимости от региона). По статистике, за 2015 и 2016 годы число убитых безоружных афроамериканцев сократилась с 38 до 17, что стало результатом протестного движения «Black Lives Matter». В сравнении с этой статистикой, 25 безоружных белокожих были убиты полицией в 2017 году в сравнении с 30 в 2015 году; 12 безоружных латиноамериканцев убиты полицией в 2017 году в сравнении с 19 в 2015 году. На 2018 год доля убитых полицией безоружных белокожих составляет 52 %, испаноязычных — 7-17 %, чернокожих — 26-38 %. Возраст убитых полицией людей за период 2015—2016 годов составил в среднем 35 лет, при этом среди белокожих преобладают люди пожилого возраста из-за высокой доли старшего поколения среди этой группы. Шанс погибнуть от рук американских полицейских выше у чернокожих, людей с психическими заболеваниями и вооружённых ножами или пистолетами.
Независимый журналист Брайан Бургхарт в 2013 году создал специальный сайт «Fatal encounters» для учёта убийств полицейскими, собирая сведения из новостных сообщений, поскольку сотрудники правоохранительных органов не обязаны вести учёт убитых ими людей.

## В других странах
В Канаде подобные действия полицейских расцениваются как проявление расизма, несмотря на заявление представителей местной полиции, что «их обучают реагировать на поведение, а не на внешность подозреваемого». Среди убитых встречаются подростки и невооружённые. В период с 1999 по 2009 год в Канаде регистрировалось в среднем 12 смертельных случаев со стороны полиции.
В Великобритании после ряда террористических атак в мире усилили патрулирование городов. Действия вооружённого полицейского не имеют особого правового статуса и подпадают под действие уголовного права и закона о самообороне. Английский полицейский может применить оружие для нейтрализации террориста, расценив (на своё усмотрение) его действия как опасные. 22 июня 2005 года подозревавшимся в причастности к теракту в лондонском метро Жана-Шарля де Менезеса застрелили, но он оказался невиновен — подозрительные для полицейских жесты Менезеса были лишь волнением из-за опоздания на работу. В период с 2003 по 2013 годы британская полиция стреляла из своего оружия всего 51 раз.
В России в 90-х существовала городская легенда о том, что опасных криминальных авторитетов часто убивают сразу при задержании, чтобы они не нагнетали криминальную обстановку в стране выйдя на свободу.
В Пакистане в январе 2018 года протестные акции в связи с убийством полицейскими молодого пуштунца обратили внимание на проблему преследования властями беженцев из неспокойных приграничных с Афганистаном регионов. Половина задерживаемых пуштунцев погибает при столкновении с полицией. Официальные структуры, комментируя ситуацию, пояснили, что пуштунцы часто становятся опасными исламистами и потому рассматриваются как потенциальные боевики. Некоторые правозащитники и семьи жертв считают, что «столкновения с полицией» часто происходят для вершения внесудебных казней на почве расовой ненависти. По данным пакистанской Комиссией по правам человека, за 2016—2018 годы в 784 случаях столкновения с полицией по всей стране убито 1226 человек.
Французы, особенно эмигранты доверяют своей полиции меньше, чем люди в некоторых других европейских странах. По мнению руководителя Национального центра научных исследований и автора книги «История французской полиции» Рене Леви, «французская полиция в основном строит отношения не с народом, а с государством». Есть мнение, что известный французский преступник Жак Мерин был умышленно убит полицейскими.
В Японии убийство полицейским задержанного произошло единожды в 2012 году (данные на 2015 год).
В Германии полицейские структуры ежегодно проводят тренировки под названием «Не стреляй». Здесь пистолет заменяется перцовым баллончиком и не считается прибавляющим брутальности офицеру, который старается разрешить конфликт прежде всего умом, а не силой. «В каждой голове каждого полицейского есть цель не стрелять» — говорит старший директор полиции Уве Тим «Мы стараемся, чтобы все полицейские признали, что вы не очень хороший парень, если стреляете. Ты хороший парень, если не стреляешь». До настоящего времени известно всего четыре погибших застреленных полицией[уточнить].
В рамках усилий по сокращению числа убийств следует рассмотреть вопрос о мерах сокращения применения полицией силы со смертельным исходом. Усилия по борьбе с неравноправным насилием со стороны полиции должны быть направлены на места с высоким риском смертности.

## В массовой культуре

### Кинематограф
- 2007 — фильм «Риск»
- 2007 — фильм «Перестрелка в Локандвале»
- 2012 — фильм «Максимум»
- 2013 — фильм «Перестрелка в Вадале»
- В 2 эпизоде 1 сезона телесериала «Метод» Родион Меглин убивает серийного убийцу ударом ножа в горло, а потом утверждает что это была самооборона. В некоторых других эпизодах Меглин также убивает безоружных преступников при задержании. За это телесериал был подвергнут критике[40].
- В 19 эпизоде 5 сезона телесериала «Убойный отдел» детектив Майк Келлерман[англ.] застрелил наркодельца Лютера Махоуни, после того как тот уже сдался. Это убийство приводит к кровавой войне между полицейскими и городской наркомафией.
- В 8 эпизоде 2 сезона телесериала «Менталист» агент Сэм Боско, смертельно раненный сообщником серийного убийцы Красного Джона[англ.], просит протагониста Патрика Джейна[англ.]: «Ты поймаешь его… Одна просьба. Когда схватишь его, не арестовывай. Убей эту тварь».

### Художественная литература
- 2007 — роман Викрама Чандры «Священные игры».